# Francesc Roca i Ferrer
Francesc Roca i Ferrer (Reus, 1843 - 1910) va ser un impressor català.

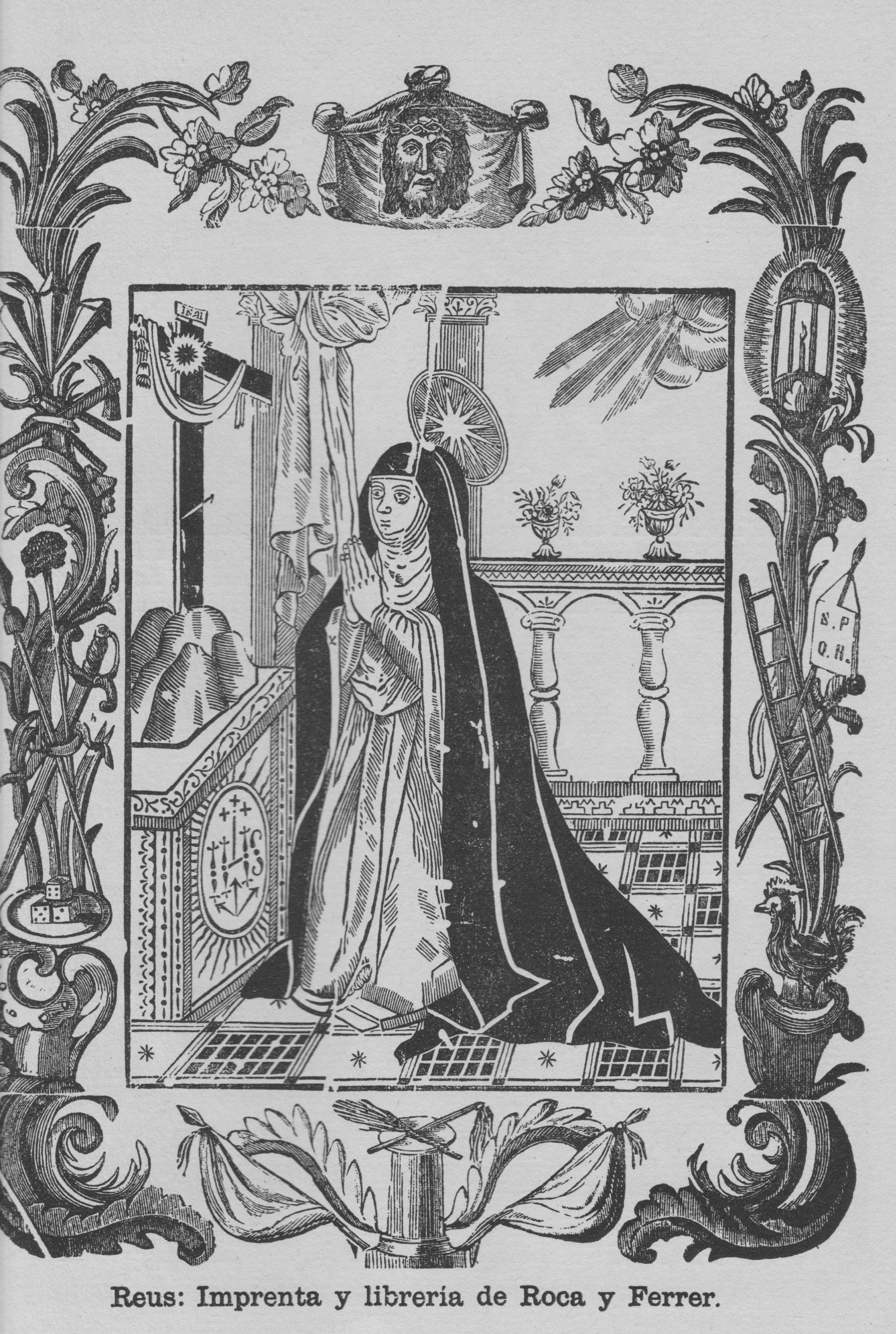
Gravat de la Mare de Déu de la Soledat fet per Roca i Ferrer el 1876

Fill de Narcís Roca i net de Francesc Roca i Vila, tots dos impressors, va seguir l'empresa familiar a Reus durant un temps. A partir de 1860 es va incorporar a la impremta i llibreria de la mà del seu pare, un establiment amb gran prestigi a Reus, i el més antic dedicat a aquest negoci, ja que l'havia fundat el seu avi el 1809. Més interessat en la llibreria que en la impremta, va reorganitzar els fons de la botiga el 1866, incorporant gran quantitat de libres que li arribaven de Barcelona i de Madrid. Quan va morir el seu pare el 1875 es va fer càrrec del negoci, però només el va mantenir durant dos anys.
Joan Amades, que de vegades era mordaç en els seus comentaris, deia: "La darrera manifestació de l'estamperia tradicional reusenca ens la dona l'estamper i llibreter Roca i Ferrer, del qual n'han arribat només cinc estampes diferents, d'impressió tardana i decadent...". A pesar del judici d'Amades, l'historiador i periodista reusenc Francesc Gras i Elies parla de la bona qualitat de la impressió del Eco del Centro de Lectura: "Su publicación es esmeradísima" De fet, a part de les estampes que cita Amades i de la impressió de l'Eco del Centro de Lectura, només es coneixen impresos per ell alguns catecismes i llibres religiosos i uns quants romanços de cec.
Francesc Roca i Ferrer va imprimir la revista El Eco del Centro de Lectura del mes de gener al mes de juliol de 1877, moment en què va vendre la impremta i la llibreria a J. Torroja i Tarrats, que va seguir imprimint aquesta revista de la societat Centre de Lectura, i va continuar amb el negoci al mateix local dels Roca, al carrer Major número 11. Amb Francesc Roca i Ferrer es va acabar l'excel·lent treball de la Impremta Roca, que va tenir botiga oberta a Reus durant 68 anys. El prestigi era important a la ciutat i Torroja i Tarrats, el continuador, va utilitzar durant anys el peu d'impremta: "J. Torroja y Tarrats, sucesores de Roca".